# Melker Hallberg
Melker Hallberg (født 20. oktober 1995) er en svensk fodboldspiller, som spiller for Vejle Boldklub i den danske Superliga. Hans foretrukne position er på midtbanen.